# (16496) 1990 SS8
A (16496) 1990 SS8 a Naprendszer kisbolygóövében található aszteroida. Eric Walter Elst fedezte fel 1990. szeptember 22-én.